# Illustrierte Sport-Zeitung
Illustrirte Sport-Zeitung war eine österreichische Sportzeitung, die von 1878 bis 1880 wöchentlich in Wien erschienen. Ab 1879 kam sie unter dem Titel Sport und Salon heraus. Beide Zeitungen kamen im Verlag Metzger und Wittig heraus. Als Beilagen erschienen Die Rennbahn und die Landwirthschaftliche und finanzielle Rundschau.